# Maywood (banda)
Maywood es un grupo holandés de música pop formado por las hermanas Alice May (Alie de Vries) y Caren Wood (Doetie de Vries), que alcanzó el éxito internacional en las décadas de 1970 y 1980. Su mayor hit fue el tema "Late At Night", grabado en 1980. Representaron a Holanda en el Festival de la Canción de Eurovisión de 1990 en Zagreb (antigua Yugoslavia) con la canción "Ik wil alles met je delen", finalizando en el lugar 15.

## Discografía

### Álbumes
| 1980 - Maywood |
| 1981 - Different Worlds |
| 1982 - Colour My Rainbow |
| 1983 - Het beste van Maywood |
| 1987 - Beside You |
| 1990 - Achter De Horizon |
| 1991 - 6 Of The Thirties |
| 1992 - De Hits Van Maywood |
| 1996 - Good For Gold |
| 2006 - Box Set 4 CD Collection (solo en Holanda) \| 1979 - Since I Met You \| \| 1979 - You Treated Me Wrong \| \| 1980 - Give Me Back My Love \| \| 1980 - Mother, How Are You Today? \| \| 1980 - Late At Night \| \| 1980 - Mutter (sólo en Alemania) \| \| 1980 - Lichtermeer (sólo en Alemania) \| \| 1981 - Distant Love \| \| 1981 - Rio \| \| 1981 - Mano \| \| 1982 - Get Away \| \| 1982 - Star \| \| 1982 - Colour My Rainbow (sólo en Alemania) \| \| 1982 - I Believe In Love \| \| 1982 - No More Winds To Guide Me (sólo en Alemania) \| \| 1983 - Ask for Tina \| \| 1983 - Show Me The Way To Paradise \| \| 1984 - Late At Night \| \| 1984 - Standing In The Twilight \| \| 1985 - It Takes A Lifetime \| \| 1985 - Lonely Nights \| \| 1986 - When I Look Into Your Eyes \| \| 1987 - Help The Children Of Brazil \| \| 1987 - If You Need A Friend \| \| 1987 - Break Away \| \| 1989 - Kom In Mijn Armen \| \| 1989 - Hey Hey Hey \| \| 1990 - Ik Wil Alles Met Je Delen \| \| 1991 - Ik Blijf Naar Jou Verlangen \| \| 1992 - Stupid Cupid \| \| 1993 - You And I \| \| 1993 - Give Me Something \| \| 1993 - Blue Sunday Morning \| |
| 1979 - Since I Met You |
| 1979 - You Treated Me Wrong |
| 1980 - Give Me Back My Love |
| 1980 - Mother, How Are You Today? |
| 1980 - Late At Night |
| 1980 - Mutter (sólo en Alemania) |
| 1980 - Lichtermeer (sólo en Alemania) |
| 1981 - Distant Love |
| 1981 - Rio |
| 1981 - Mano |
| 1982 - Get Away |
| 1982 - Star |
| 1982 - Colour My Rainbow (sólo en Alemania) |
| 1982 - I Believe In Love |
| 1982 - No More Winds To Guide Me (sólo en Alemania) |
| 1983 - Ask for Tina |
| 1983 - Show Me The Way To Paradise |
| 1984 - Late At Night |
| 1984 - Standing In The Twilight |
| 1985 - It Takes A Lifetime |
| 1985 - Lonely Nights |
| 1986 - When I Look Into Your Eyes |
| 1987 - Help The Children Of Brazil |
| 1987 - If You Need A Friend |
| 1987 - Break Away |
| 1989 - Kom In Mijn Armen |
| 1989 - Hey Hey Hey |
| 1990 - Ik Wil Alles Met Je Delen |
| 1991 - Ik Blijf Naar Jou Verlangen |
| 1992 - Stupid Cupid |
| 1993 - You And I |
| 1993 - Give Me Something |
| 1993 - Blue Sunday Morning |